# Olej gorczycowy

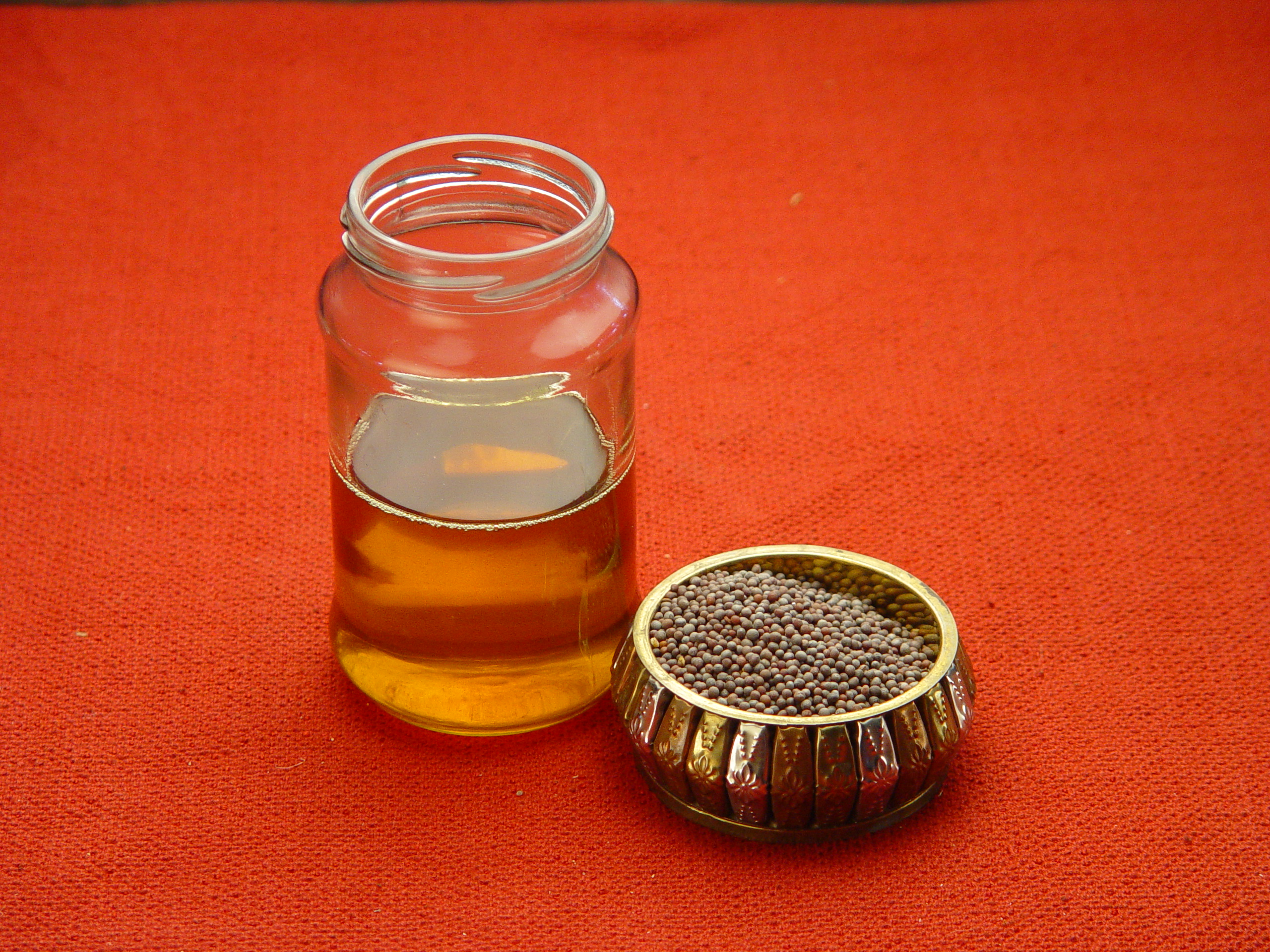
Olej gorczycowy, zwany także musztardowym jest tłoczony na zimno i charakteryzuje się złotym kolorem.

Olej gorczycowy - jadalny olej otrzymywany z nasion gorczycy, zwłaszcza z gatunków Brassica nigra, Brassica juncea i Brassica hirta. Popularny zwłaszcza w kuchni bengalskiej. W kuchni innych krajów Azji używany w znacznie mniejszych ilościach jedynie do aromatyzowania potraw.